# Parco nazionale di Cat Tien
Il parco nazionale di Cat Tien (in vietnamita:Vườn quốc gia Cát Tiên) è un'area naturale protetta del Vietnam. È chiamato anche Cat Loc, Nam (Bai) Cat Tien, o  Tay (Bai) Cat Tien. È stato istituito nel 1992 e occupa una superficie di 70,548 ha nelle province di Dong Nai, Lam Dong e Binh Phuoc, nel distretto di Bu Dang.

## Conservazione
Un tempo ospitava una delle ultime popolazioni del rarissimo rinoceronte di Giava, ma si sono estinti a Cat Tien nel 2010 (quando venne ucciso l'ultimo esemplare dai bracconieri), rendendo il parco nazionale di Ujung Kulon, a Giava, l'ultima roccaforte del rinoceronte. Cat Tien rimane comunque un posto importante per la conservazione di specie rare come il leopardo e altri animali.

## Attività
Nel parco è possibile fare trekking e birdwatching.